# Polystachya farinosa
Espèce
Statut de conservation UICN

 EN B2ab(iii) : En danger
Polystachya farinosa Kraenzl. est une espèce d'Orchidées du genre Polystachya, observée au Cameroun et à Sao Tomé-et-Principe. Sur la liste rouge de l'UICN, elle apparaît comme une plante menacée (EN).

## Distribution
Elle n'a été collectée que sur trois sites, dont deux au Cameroun. Le premier spécimen a été trouvé en 1891 sur le mont Cameroun, au-dessus de Buéa, le second en 1968 sur le mont Manengouba. Des données complémentaires sur celui de Sao Tomé demeurent nécessaires.

## Habitat
C'est une plante épiphyte de la forêt dense de montagne, présente entre 1 000 et 1 700 m.